# Woodland Critter Christmas
Woodland Critter Christmas is een aflevering van de Amerikaanse animatieserie South Park.

## Verhaal
Deze aflevering, die net zoals de meeste kerstspecials verteld wordt in sprookjesstijl, begint in het bos, waar "de jongen met de rode bolletjesmuts" (Stan) een groep pratende en erg schattige dieren ontdekt die een kerstboom aan het maken zijn. Ze overtuigen een verwarde Stan om hen een ster te helpen maken voordat hij naar huis gaat. Die nacht staan ze plots in zijn kamer en vertellen hem dat het stekelvarken zwanger is. Eindelijk zal "de Verlosser" geboren worden. Stan helpt de dieren om in het bos een kribbe te bouwen voor de baby. Wanneer hij hiermee klaar is roepen ze zijn hulp in voor alweer een ander probleem: elk jaar raakt een van de dieren zwanger, maar elke keer duikt de bergleeuw op die het dier doodt voor de baby geboren wordt. Stan gaat op zoek naar de bergleeuw en vermoordt haar, maar dan ontdekt hij dat ze moeder was van drie jonge welpjes. Hij is hier helemaal van aangeslagen. 
Dit wordt nog erger wanneer blijkt dat de bosdieren volgelingen van Satan zijn en dat niet de Verlosser, maar wel "de Antichrist" zal worden geboren. Immers, alleen iemand zo geperverteerd als de Duivel zou seks met een stekelvarken willen. De bergleeuw had ieder jaar voorkomen dat de Antichrist geboren zou worden door het zwangere dier te doden, maar nu de bergleeuw zelf dood is, is de weg vrij voor de geboorte van de Antichrist. De dieren vieren dit door het konijn Rabbity ritueel aan de duivel te offeren en daarna midden in de ingewanden en het bloed van Rabbity een orgie te houden. Stan probeert de dieren te stoppen, maar ze verdedigen zich met hun satanische krachten. 
Hij beseft dat alleen een bergleeuw de Antichrist kan doden. Er is echter één probleem: hij heeft de bergleeuw gedood. Hij besluit om de hulp in te roepen van de welpjes. Hij neemt ze mee naar een abortuskliniek waar een dokter hen leert hoe ze een abortus kunnen plegen. Intussen gaan de bosdieren op zoek naar een menselijk lichaam waarin de Antichrist kan overleven. Het moet uiteraard een lichaam van een niet-christen zijn. De dieren ontdekken Kyle, die joods is, en ontvoeren hem.
Stan en de welpen komen te laat en ontdekken dat de Antichrist, een vreemd klein wezen, reeds geboren is, en dat zijn beste vriend Kyle vastgebonden is op een altaar om het beest in zijn lichaam in te brengen. Opeens duikt de Kerstman op en schiet al de bosdieren dood. Vervolgens wil hij de Antichrist vermoorden, maar Kyle - die nu bevrijd is van het altaar - verklaart dat hij de Antichrist wel in zijn lichaam wil, zodat de joden over de wereld kunnen regeren. De Antichrist belandt in zijn lichaam en staat op het punt om op oorlogspad te trekken, wanneer...
...het verhaal plots stopt en we het beeld krijgen van Mr. Garrisons klas, waar duidelijk wordt dat alles wat tot nu toe gebeurd is in de aflevering een kerstverhaal is dat Cartman voordraagt voor de klas. Kyle protesteert tegen Cartmans verhaal, omdat het volgens hem een zoveelste poging van Cartman is om hem en zijn geloof belachelijk te maken. Mr. Garrison, die vreest voor klachten van Kyles moeder, beslist om Cartman te laten stoppen. De jongens willen echter het einde van het verhaal horen. Uiteindelijk gaat Kyle dan toch akkoord en gaat Cartman verder met zijn verhaal...
Kyle verklaart plots dat hij voelt hoe kwaadaardig de Antichrist wel is en dat hij hem uit zijn lichaam wil. De Kerstman vertelt echter dat er geen andere optie is dan Kyle te vermoorden. Stan laat de leeuwenwelpjes snel een abortus uitvoeren op Kyles achterwerk. De Antichrist wordt uit Kyles lichaam gehaald en de Kerstman doodt hem met een bijl. Omdat alles goed afgelopen is mag Stan van de Kerstman een wens doen. Stan vraagt om de bergleeuw weer tot leven te wekken. De welpjes zijn hier zeer blij mee. Iedereen gaat naar huis en beleeft een zalig kerstfeest...
Cartman eindigt zijn verhaal door de vertellen dat iedereen nog lang en gelukkig leefde ... behalve Kyle, die twee weken later aan aids stierf. Waarop de aflevering eindigt met een 'Goddammit, Cartman' van Kyle.